# Toronto Raptors 2012-2013
La stagione 2012-13 dei Toronto Raptors fu la 18ª nella NBA per la franchigia.
I Toronto Raptors arrivarono quinti nella Atlantic Division della Eastern Conference con un record di 34-48, non qualificandosi per i play-off.

## Roster
| N° | Naz.                   | Ruolo | Sportivo          |      | Alt. |     |
| -- | ---------------------- | ----- | ----------------- | ---- | ---- | --- |
| 1  | Stati Uniti (bandiera) | A     | Dominic McGuire   | 1985 | 206  | 100 |
| 2  | Stati Uniti (bandiera) | A     | Landry Fields     | 1988 | 201  | 95  |
| 3  | Stati Uniti (bandiera) | G     | Kyle Lowry        | 1986 | 183  | 79  |
| 4  | Stati Uniti (bandiera) | A     | Quincy Acy        | 1990 | 201  | 106 |
| 6  | Stati Uniti (bandiera) | GA    | Alan Anderson     | 1982 | 198  | 100 |
| 7  | Italia (bandiera)      | A     | Andrea Bargnani   | 1985 | 213  | 102 |
| 8  | Spagna (bandiera)      | G     | José Calderón     | 1981 | 191  | 95  |
| 9  | Stati Uniti (bandiera) | GA    | John Lucas        | 1982 | 180  | 75  |
| 10 | Stati Uniti (bandiera) | G     | DeMar DeRozan     | 1989 | 201  | 100 |
| 11 | Lituania (bandiera)    | A     | Linas Kleiza      | 1985 | 203  | 111 |
| 13 | Stati Uniti (bandiera) | G     | Sebastian Telfair | 1985 | 183  | 75  |
| 15 | Stati Uniti (bandiera) | A     | Amir Johnson      | 1987 | 206  | 95  |
| 17 | Lituania (bandiera)    | C     | Jonas Valančiūnas | 1992 | 211  | 105 |
| 20 | Francia (bandiera)     | A     | Mickaël Piétrus   | 1982 | 198  | 98  |
| 22 | Stati Uniti (bandiera) | A     | Rudy Gay          | 1986 | 206  | 100 |
| 31 | Stati Uniti (bandiera) | G     | Terrence Ross     | 1991 | 198  | 88  |
| 32 | Stati Uniti (bandiera) | A     | Ed Davis          | 1987 | 206  | 95  |
| 34 | Stati Uniti (bandiera) | C     | Aaron Gray        | 1984 | 213  | 122 |

## Staff tecnico
- Allenatore: Dwane Casey
- Vice-allenatori: Johnny Davis, Tom Sterner, Micah Nori, Eric Hughes, Scott Roth
- Vice-allenatore per lo sviluppo dei giocatori: Alvin Williams
- Preparatore atletico: Scott McCullough